# USS Bruce (DD-329)
USS Bruce (DD-329) là một tàu khu trục lớp Clemson được Hải quân Hoa Kỳ chế tạo vào cuối Chiến tranh Thế giới thứ nhất. Nó là chiếc tàu chiến duy nhất của Hải quân Hoa Kỳ được đặt theo tên Trung úy Hải quân Frank Bruce (1879-1919), người thiệt mạng trong một nhiệm vụ quét mìn tại Bắc Hải. Bruce ngừng hoạt động năm 1930 và bị tháo dỡ năm 1932 nhằm tuân thủ quy định hạn chế vũ trang của Hiệp ước Hải quân London

## Thiết kế và chế tạo
Bruce được đặt lườn vào ngày 30 tháng 7 năm 1919 tại xưởng tàu Union Iron Works của hãng Bethlehem Shipbuilding Corporation ở San Francisco, California. Nó được hạ thủy vào ngày 20 tháng 5 năm 1920, được đỡ đầu bởi bà Annie Bruce, vợ góa Trung úy Bruce; và được đưa ra hoạt động vào ngày 29 tháng 9 năm 1920 dưới quyền chỉ huy của Hạm trưởng, Thiếu tá Hải quân G. N. Reeves, Jr..

## Lịch sử hoạt động

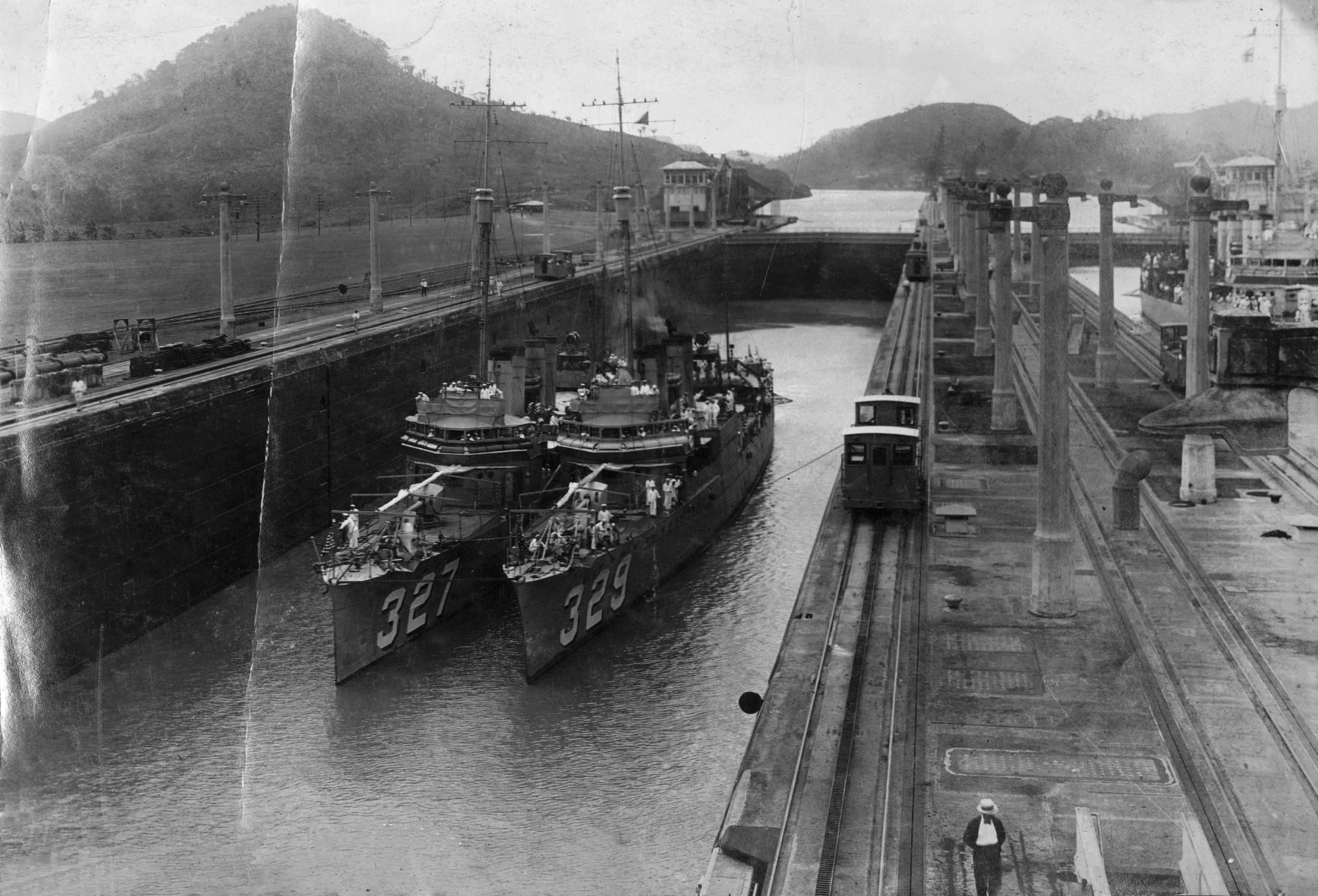
Bruce và trong âu tàu Pedro Miguel, khoảng năm 1922.

Bruce hoạt động từ San Diego, California trong năm phục vụ đầu tiên để huấn luyện kỹ thuật, thực hành tác xạ và ngư lôi cũng như cơ động cùng Hải đội Khu trục 5 trực thuộc Hạm đội Thái Bình Dương. Vào tháng 11 năm 1921, cảng nhà của nó được chuyển đến Boston, Massachusetts và nó trình diện để phục vụ cùng Đội khu trục 27 trực thuộc Hạm đội Tuần tiễu. Hoạt động thường lệ của nó trong những năm tiếp theo bao gồm thực hành và cơ động hạm đội. Đến tháng 12 năm 1924, vị chỉ huy của nó cũng đồng thời đảm nhiệm Tư lệnh Đội khu trục 27. Cảng nhà của nó lại được chuyển từ Boston đến Xưởng hải quân Norfolk vào tháng 6 năm 1925. Đến ngày 17 tháng 6, nó cùng đội của nó lên đường làm nhiệm vụ cùng Lực lượng Hải quân Hoa Kỳ tại Châu Âu, và trong một năm tiếp theo, nó hoạt động phối hợp cùng Bộ Ngoại giao Hoa Kỳ như một yếu tố bình ổn tại các khu vực đầy bất trắc và như lực lượng đảm bảo an ninh cho công dân Hoa Kỳ tại các khu vực này.
Sau khi quay trở về Norfolk, Bruce hoạt động dọc theo vùng bờ Đông và tại các vùng biển Cuba và Haiti cho đến tháng 3 năm 1927. Vào tháng 3, nó tham gia cuộc tập trận chiến thuật hạm đội tổ chức tại Colón, Panama, tiếp nối bởi đợt tập trung hạm đội dọc theo bờ biển Đại Tây Dương. Trong mùa Hè đó, nó thực hiện các chuyến đi huấn luyện cho nhân sự Hải quân Dự bị tại vùng biển Đông Bắc. Trong những năm 1928 và 1929, nó tiếp tục tham gia các cuộc cơ động hạm đội và thực hành dọc theo vùng bờ Đông.
Đến tháng 9 năm 1929, Bruce đi vào Xưởng hải quân Philadelphia, nơi nó được cho xuất biên chế vào ngày 1 tháng 5 năm 1930. Nó sau đó được cho kéo đến Xưởng hải quân Norfolk, nơi nó được sử dụng trong các thử nghiệm sức chịu đựng. Nó bị bán như sắt vụn vào tháng 8 năm 1932.